# Marathon van Enschede 2005

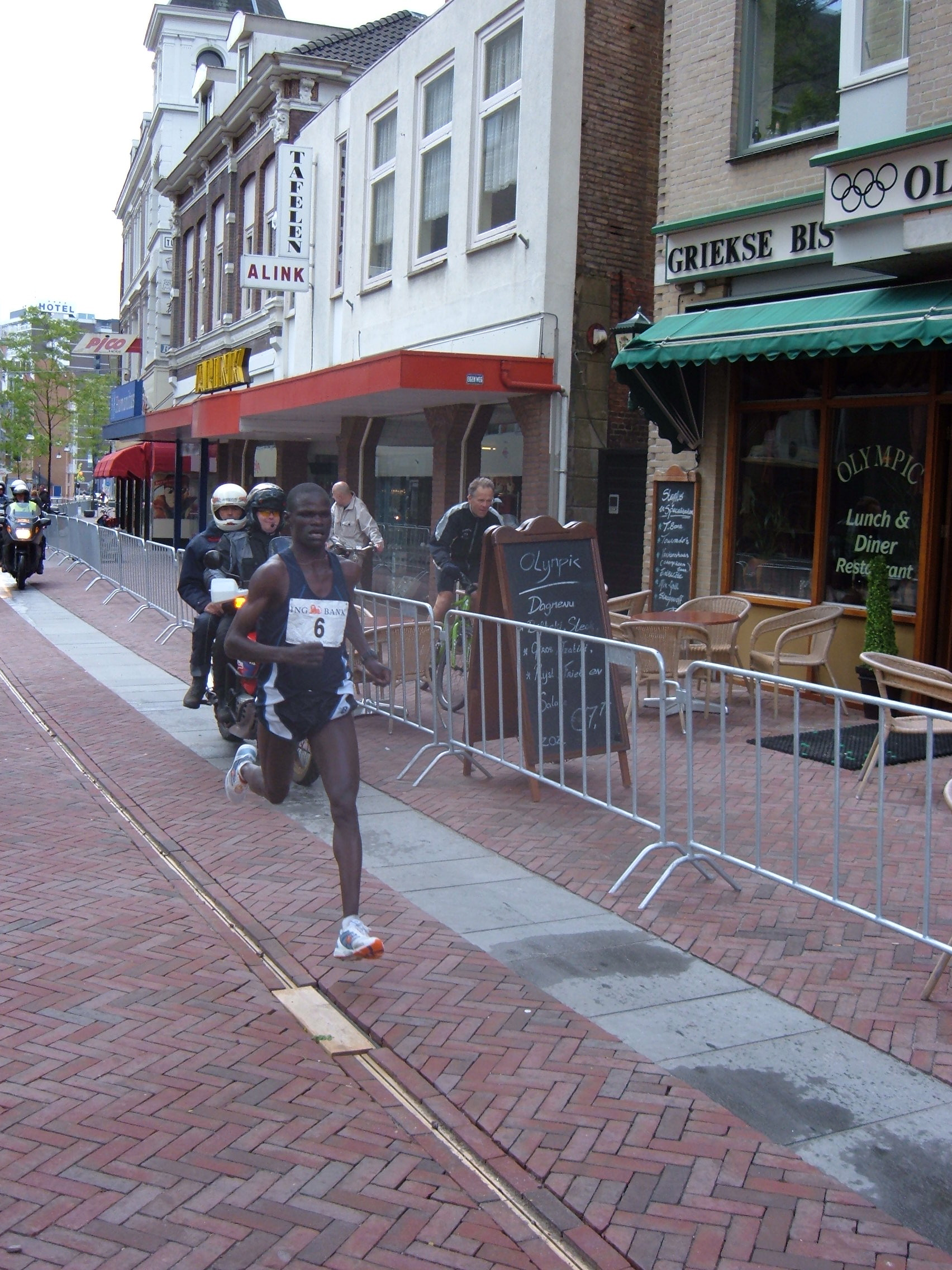
Met nog ongeveer 1000 m te gaan wint John Kelai de marathon van Enschede in 2005.

De marathon van Enschede 2005 werd gelopen op zondag 8 mei 2005. Het was de 37e editie van deze marathon.
De Keniaan John Kelai kwam bij de mannen als eerste over de streep in 2:11.44. De Ethiopische Tigest Abidi won bij de vrouwen in 2:33.01.
In totaal finishten er 387 marathonlopers, waarvan 47 vrouwen.
Naast de hele marathon, was er ook een halve marathon en 10 km.

## Uitslagen

### Mannen
| rang   | naam                | land | tijd    |
| ------ | ------------------- | ---- | ------- |
| Goud   | John Kelai          | KEN  | 2:11.44 |
| Zilver | Shadrack Hoff       | RSA  | 2:11.51 |
| Brons  | Dereje Tesfaye      | ETH  | 2:12.03 |
| 4      | Teferi Bacha        | ETH  | 2:12.43 |
| 5      | Tesfaye Jifar       | ETH  | 2:12.44 |
| 6      | Nelson Lebo         | KEN  | 2:13.36 |
| 7      | John Rono           | KEN  | 2:13.38 |
| 8      | Francis Kipketer    | KEN  | 2:15.00 |
| 9      | El Mostapha Riyad   | BAH  | 2:15.13 |
| 10     | Andrew Limo         | KEN  | 2:17.37 |
| 11     | Frederick Chumba    | KEN  | 2:19.35 |
| 12     | Fransua Woldemariam | KEN  | 2:33.01 |
| 13     | Andre Oude Elferink | KEN  | 2:37.14 |
| 14     | Peter Bruinsma      | BAH  | 2:39.27 |
| 15     | Edwin Veenstra      | KEN  | 2:39.35 |
| 16     | Hubert Nijland      | NED  | 2:44.27 |
| 17     | Dirk de Vries       | NED  | 2:45.19 |
| 18     | Jan Poortman        | NED  | 2:46.31 |
| 19     | Harry Dijk          | NED  | 2:48.18 |
| 20     | Roij Menning        | NED  | 2:48.51 |
| 21     | Marti ten Kate      | NED  | 2:49.13 |

### Vrouwen
| rang   | naam                | land | tijd    |
| ------ | ------------------- | ---- | ------- |
| Goud   | Tigist Abidi        | ETH  | 2:33.01 |
| Zilver | Robe Tola           | ETH  | 2:37.21 |
| Brons  | Ingrid Prigge       | NED  | 2:45.28 |
| 4      | Jacqueline Rustidge | NED  | 2:49.26 |
| 5      | Gea Siekmans        | NED  | 3:09.37 |

1947 ·
1949 ·
1951 ·
1953 ·
1955 ·
1957 ·
1959 ·
1961 ·
1963 ·
1965 ·
1967 ·
1969 ·
1971 ·
1973 ·
1975 ·
1977 ·
1979 ·
1981 ·
1983 ·
1985 ·
1987 ·
1989 ·
1991 ·
1992 ·
1993 ·
1994 ·
1995 ·
1996 ·
1997 ·
1998 ·
1999 ·
2000 ·
2001 ·
2002 ·
2003 ·
2004 ·
2005 ·
2006 ·
2007 ·
2008 ·
2009 ·
2010 ·
2011 ·
2012 ·
2013 ·
2014 ·
2015 ·
2016 ·
2017 ·
2018 ·
2019 ·
2020 · 2021 ·
2022 ·
2023 ·
2024 ·
2025